# Monsters (pel·lícula de 2010)
Monsters és una pel·lícula de ciència-ficció de terror britànica de 2010 escrita i dirigida per Gareth Edwards (en el seu debut com a director). Edwards també va exercir com a director de fotografia, dissenyador de producció i artista d'efectes visuals. La pel·lícula té lloc anys després que una sonda de la NASA s'estavellés a Mèxic, fet que provoca l'aparició sobtada de monstres gegants amb tentacles. Segueix a Andrew Kaulder (Scoot McNairy), un fotoperiodista estatunidenc encarregat d'acompanyar la filla del seu empresari Samantha Wynden (Whitney Able) als Estats Units travessant la "Zona infectada" de Mèxic, on resideixen les criatures. .
Edwards va concebre la idea de la pel·lícula després de veure els pescadors intentant portar una criatura amb una xarxa i imaginar-se un monstre a dins. Va presentar la idea a Vertigo Films, que li va suggerir que mirés In Search of a Midnight Kiss, una pel·lícula de baix pressupost protagonitzada per McNairy. Edwards va seleccionar McNairy i Able en els papers principals. La fotografia principal va durar tres setmanes i tenia un equip de producció de sis persones. El rodatge es va dur a terme en cinc països i molts llocs es van utilitzar sense permís. La majoria dels extres eren persones que es trobaven en aquests llocs durant el rodatge i es van convèncer per actuar-hi; tot el seu diàleg es va improvisar i Edwards va proporcionar esbossos dels punts principals de la trama.
Monsters es va estrenar al South by Southwest el 13 de març de 2010. Hores més tard, Magnet Releasing va adquirir els drets per distribuir-la a Amèrica del Nord. Hi va tenir una estrena limitada, començant el 29 d'octubre de 2010, seguida d'una estrena en cinemes al Regne Unit el 3 de desembre de 2010. La pel·lícula va rebre crítiques generalment positives i va ser un èxit de taquilla, amb una recaptació de 4,2 milions de dòlars amb un pressupost inferior a 500.000 dòlars. Monsters: Dark Continent, una seqüela, es va estrenar al Regne Unit l'1 de maig de 2015.

## Argument
Després que una sonda espacial de la NASA (enviada per verificar l'existència de vida extraterrestre al sistema solar) s'estavella a Mèxic, les formes de vida extraterrestres es van estendre per la regió de la frontera entre Mèxic i Estats Units, cosa que origina una quarantena a la meitat nord de Mèxic. Les tropes estatunidenques i mexicanes lluiten per contenir les criatures, i un enorme mur que s'estén al llarg de la frontera manté ostensiblement protegit els EUA.
El fotoperiodista estatunidenc Andrew Kaulder rep una trucada del seu patró, que li diu a l'Andrew que trobi la seva filla, Samantha Wynden, i l'acompanyi de tornada als Estats Units. L'Andrew localitza la Samantha en un hospital mexicà i la parella puja a un tren, fins que s'assabenta que les vies del davant han estat danyades. Descobreixen que si no surten del país en pocs dies, els viatges marítims i aeris estaran bloquejats durant sis mesos. L'Andrew i la Samantha decideixen fer auto-stop de camí cap a la costa. L'Andrew compra a Samantha un bitllet de ferri car per l'endemà al matí. Després de gaudir junts de la vida nocturna local, Andrew dorm amb una dona local que els roba els passaports. Incapaç de pujar al ferri, la Samantha es veu obligada a intercanviar el seu anell de compromís per passar per la zona de quarantena.
Viatgen en vaixell fluvial fins a ser traslladats a un grup d'escortes armats que els conduiran per terra cap a la frontera entre Mèxic i Estats Units. El comboi és atacat per les criatures. L'Andrew i la Samantha escapen, però cap dels guàrdies sobreviu. Seguint endavant, descobreixen els cossos de viatgers morts i salten al cim d'una antiga piràmide a la vista del mur fronterer dels EUA. Quan arriben a la frontera, les criatures han creuat cap als Estats Units. L'Andrew i la Samantha viatgen per una ciutat evacuada i molt danyada de Texas, troben una benzinera abandonada amb energia on demanen ajuda a l'exèrcit.
Mentre esperen que arribi l'ajuda, fan trucades telefòniques a les seves famílies. Una criatura solitaria s'acosta en silenci a l'estació. Amagada, Samantha observa diversos tentacles que exploren l'interior de la botiga, aparentment absorbint la llum d'un televisor. La Samantha desconnecta ràpidament la televisió i la criatura perd l'interès. Apareix una altra criatura i es comuniquen entre si i possiblement s'aparellen mitjançant impulsos de llum. Les criatures marxen quan arriben els militars. La Samantha i l'Andrew es fan un petó abans de pujar a diferents vehicles. El final cronològic té lloc al començament de la pel·lícula, filmada amb visió nocturna verda, quan l'equip de rescat militar és atacat per una criatura que tornava a la base. Els cossos de Samantha i Andrew es poden veure breument estirats al carrer, presumiblement sense vida.

## Repartiment
- Scoot McNairy com Andrew Kaulder
- Whitney Able com a Samantha Wynden

## Producció

### Desenvolupament

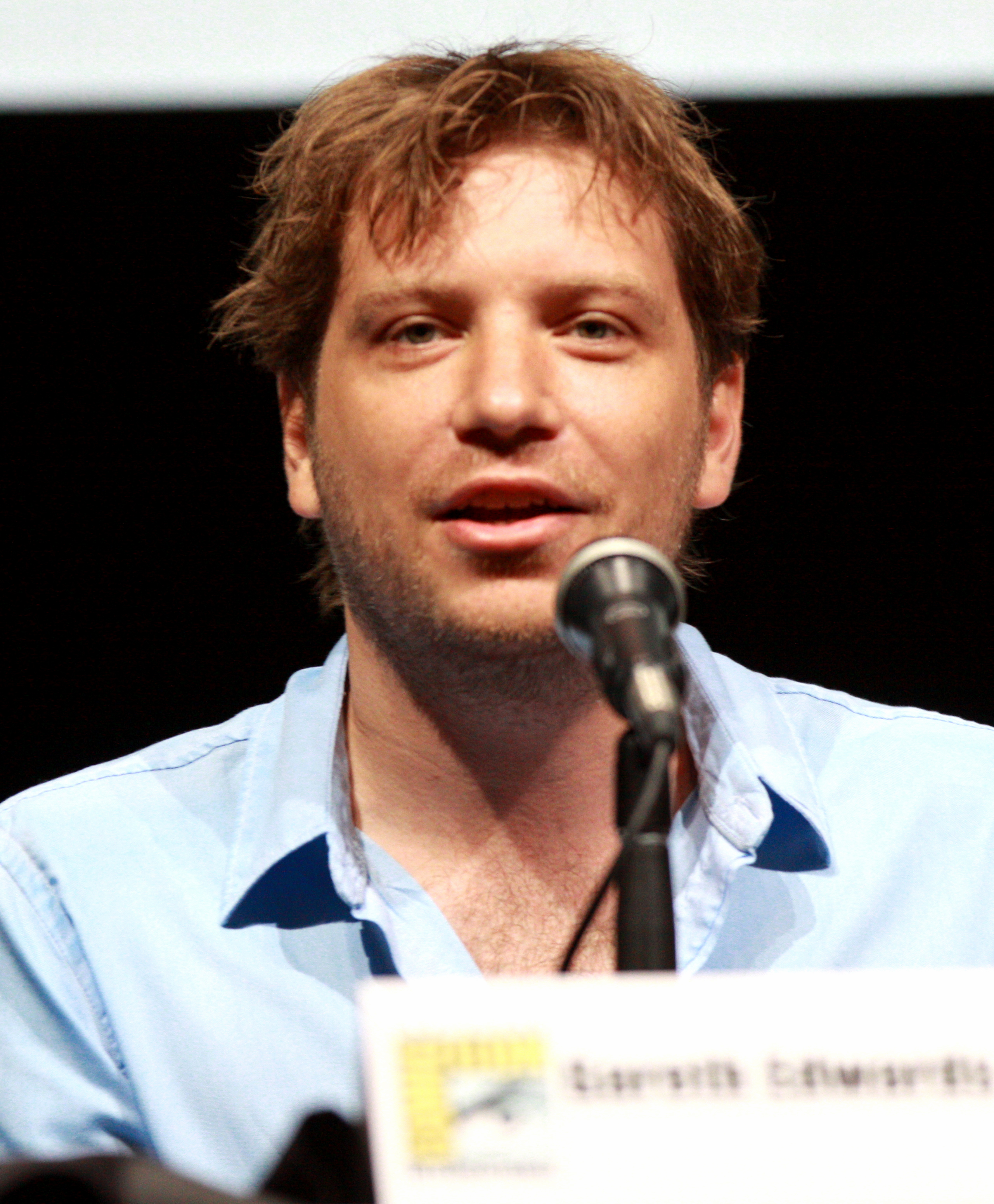
Gareth Edwards, que va escriure, dirigir i rodar Monsters

Mentre estudiava a la universitat el 1996, Edwards va fer una pel·lícula de monstres curta ambientada als suburbis. Inicialment va voler ampliar la idea però després de l’estrena de La guerra dels mons, va creure que "ja no seria especial". Tenint en compte que la pel·lícula hauria de ser de baix pressupost, Edwards va decidir adoptar l'estil metratge apropiat d'El projecte de la bruixa de Blair i barrejar aquest element amb el seu concepte original. Després d'aprendre sobre la premissa semblant de Cloverfield, va abandonar aquesta idea i va passar a un concepte on una "guerra [està] passant en algun lloc a l'altre costat del món i a ningú no li importa."
Edwards va concebre la pel·lícula mentre veia uns pescadors que lluitaven per arrossegar la xarxa i s'imaginaven un monstre dins. Va tenir la idea de fer una pel·lícula de monstres "anys després que s'acabin la majoria de les altres pel·lícules de monstres, quan la gent no corre i crida però la vida continua" i "on un monstre marí mort gegant es considera completament normal".

### Preproducció
Edwards va presentar la seva idea a Vertigo Films, on el productor James Richardson li va demanar que mirés In Search of a Midnight Kiss com a exemple de realització de pel·lícules de baix pressupost. Era protagonitzada Scoot McNairy i s'havia fet amb 15.000 dòlars. Edwards va quedar impressionat per McNairy, però volia una parella real com a personatges principals. McNairy va enviar a Edwards una foto de la seva xicota, l'actriu Whitney Able, que Edwards inicialment va pensar que era "massa maca". Va canviar d'opinió després de conèixer-los i els van contractat a tots dos.

### Rodatge
"Hi ha una contradicció sorprenent al cor d'Amèrica Central: problemes potencials al costat de la bellesa i l'amistat. Van passar moltes coses dolentes mentre érem allà... Però... . Estàvem en alguns dels llocs més bonics que havia vist mai, ajudats per la gent més generosa del món."
La pel·lícula va ser escrita i dirigida per Gareth Edwards, mentre que Allan Niblo i James Richardson de Vertigo Films van ser productors. Edwards no va guionitzar la pel·lícula, sinó que va escriure un tractament de la història i script que detallava els punts que s'havien d’assenyalar en el diàleg. L'equip de rodatge va costar aproximadament 15.000 dòlars i el pressupost de producció va ser "molt inferior" als 500.000 dòlars. La pel·lícula es va poder fer amb un pressupost tan baix, en gran part a causa de la producció utilitzant equips de nivell prosumer en lloc de parafernàlia professional. La pel·lícula es va rodar amb càmeres de vídeo digitals en comptes de la més cara pel·lícula de 35 mm i es va editar amb un ordinador portàtil. Molts de les ubicacions de la pel·lícula es van utilitzar sense permís i la majoria dels extres eren persones que ja estaven a les ubicacions. Com que els extres no eren actors que foren perduadits per ser a la pel·lícula, les seves accions van ser improvisades.
La pel·lícula es va rodar a Belize, Mèxic, Guatemala, Costa Rica i els Estats Units durant tres setmanes. Al voltant del 90 per cent de la fotografia principal, la tripulació estava formada per set persones transportades en una furgoneta: Edwards, Able, McNairy, l'operador de so Ian Maclagan, el productor de línia Jim Spencer, la fixer mexicana Verity Oswin i un conductor.

### Edició i efectes
Cada nit després del rodatge, l'editor Colin Goudie i el seu assistent Justin Hall baixaven el metratge perquè els llapis de memòria es poguessin esborrar i estar llestos per al dia següent. El metratge es va editar a l'hotel de l'equip de producció. Després de concloure el rodatge, l'equip va tenir més de 100 hores de metratge. El tall original va durar més de quatre hores, però es va reduir a 94 minuts després de vuit mesos d'edició. Edwards originalment tenia el final de la pel·lícula tant al principi com al final. Ell i els productors no estaven d'acord sobre la col·locació, així que va decidir posar el final cronològic de la pel·lícula al principi i acabar la pel·lícula immediatament després que Andrew i Samantha es fessin un petó.
Edwards va crear els efectes visuals utilitzant el programari comercial Adobe, ZBrush i Autodesk 3ds Max. Va tenir cinc mesos per crear les 250 fotografies d'efectes visuals, un procés que va dur a terme al seu dormitori. Va fer dos trets al dia fins que va arribar al primer tret de criatura, quan "de sobte van passar dos mesos i encara no havia acabat de rodar ni una criatura." Edwards va afirmar que els efectes visuals de les criatures eren l'element més difícil de la producció. A causa de les limitacions de temps, els efectes de so s'havien de produir abans que els efectes visuals.

## Llançament

### Sales
Monsters es va estrenar al South by Southwest Festival de cinema el 13 de març de 2010. Al maig, la pel·lícula es va projectar al Marché du Film. També es va projectar com a part del 64è Festival Internacional de Cinema d'Edimburg el 18 de juny de 2010, i es va projectar dues vegades al Festival de Cinema de Los Angeles els dies 23 i 26 de juny. La pel·lícula es va estrenar per primera vegada a Rússia el 30 de setembre de 2010. Monsters es va estrenar més tard als Estats Units el 29 d'octubre, al Canadà el 5 de novembre, i el Regne Unit el 3 de desembre. A lrs setmanes abans del llançament al Regne Unit, es va anunciar una campanya de màrqueting utilitzant la xarxa social Foursquare. Vue Entertainment i Cineworld Cinemas van configurar "ubicacions infectades" que van donar als usuaris accés a contingut exclusiu "Monsters" i l'oportunitat de guanyar premis aleatoris en el moment.

### Mitjans domèstics
Monsters es va publicar en DVD i Blu-ray al Regne Unit l'11 d'abril de 2011 per Vertigo Films, a Austràlia el 13 d'abril de 2011 per Madman Entertainment, i a Amèrica del Nord l'1 de febrer de 2011 per Magnolia Pictures.

## Recepció

### Taquilla
Hores després de la projecció de la pel·lícula a South by Southwest, Magnet Releasing va adquirir els drets de distribució als Estats Units. Tom Quinn, executiu de Magnet, va declarar que "els van sorprendre els Monsters" i estaven "emocionats de portar la visió [d'Edwards'] al públic estatunidenc". Poc després, D Films va adquirir els drets per distribuir la pel·lícula al Canadà. Monsters es va estrenar a 19 països entre setembre de 2010 i desembre de 2011. Va recaptar 4,2 milions de dòlars de la venda d'entrades a tot el món, guanyant més d'1 milió de dòlars al Regne Unit i Rússia i més de 100.000 dòlars a Mèxic, França, els Estats Units, Austràlia, Alemanya, Espanya, Polònia i Turquia.
La pel·lícula es va estrenar al Regne Unit el 3 de desembre de 2010. El cap de setmana d'estrena, Monsters va recaptar 550.110 dòlars en 164 cinemes, amb una mitjana de 3.354 dòlars per cinema. El cap de setmana següent, la pel·lícula va baixar a 153 i va recaptar 244.607 dòlars, una disminució del 55,5%, amb una mitjana de 1.599 dòlars. Durant els seus tres caps de setmana posteriors, la pel·lícula va recaptar 99.891 dòlars. La pel·lícula va concloure la seva durada de cinc setmanes el 2 de gener de 2011; el brut era d'1.442.633 $.
La pel·lícula es va estrenar a Amèrica del Nord el 29 d'octubre de 2010. El cap de setmana d'estrena, Monsters va recaptar 20.508 dòlars en tres sales, per una mitjana de 6.836 dòlars per sala. El cap de setmana següent, la pel·lícula es va projectar a 13 sales i va recaptar 28.590 dòlars addicionals. En el seu tercer cap de setmana, la pel·lícula es va expandir a 25 sales i va recaptar 48.680 dòlars, amb una mitjana de 1.947 dòlars per sala. Durant els seus sis caps de setmana posteriors, la pel·lícula va recaptar 60.141 dòlars addicionals. El 26 de desembre de 2010, la pel·lícula va concloure la seva durada de nou setmanes amb un import brut de 237.301 dòlars.

### Resposta crítica
Monsters va rebre crítiques generalment positives de la crítica. El lloc web de l'agregador de ressenyes Rotten Tomatoes va informar que el 73% dels crítics han donat a la pel·lícula una crítica positiva basada en 159 ressenyes, amb una valoració mitjana de 6,61/10. El consens dels crítics del lloc diu: "No està a l'altura de la seva intrigant premissa, però Monsters és una sorprenent barreja de tropes d'invasió alienígena, temes polítics i drama de relacions." A Metacritic, la pel·lícula té una puntuació de 63 basada en 26 ressenyes, que es considera que són "crítiques generalment favorables".

Roger Ebert va premiar la pel·lícula amb tres estrelles i mitja de quatre, elogiant el seu enfocament en "personatges, relacions, por i, sobretot, amenaces invisibles" més que els seus efectes visuals, així com l'actuació. També va elogiar Edwards per "evocar... admiració i bellesa" i pels dissenys de les criatures. Peter Bradshaw, escrivint per a The Guardian, li va donar quatre estrelles de cinc, va descriure la pel·lícula com una "pel·lícula de ciència-ficció molt emocionant" i va concloure que Edwards "canalitza els malsons riu amunt de [Werner] Herzog i [Francis Ford] Coppola, amb una forta ratxa de Spielberg meravellat davant la vista de dos extraterrestres aparentment ballant". Michael Phillips del Chicago Tribune va ser crític amb les actuacions, però va elogiar les "virtuts assenyades i considerables" de la pel·lícula, la seva premissa i el seu final. "Jeanette Catsoulis de The New York Times va qualificar la pel·lícula d'"una atmosfera meravellosa" i "sense esforç" i va elogiar els efectes visuals "bells i d'un altre món" d'Edwards. Dan Jolin d’Empire es va fer ressò la comparació amb Herzog, opinant que la pel·lícula "exhibeix el surrealisme líric de [les seves] excursions a la selva. També va elogiar els efectes visuals, la fotografia d'Edwards i la química "a foc lent" entre McNairy i Able, i va concloure que la pel·lícula era "fusió d’artesania i ciència-ficció en el seu millor moment". Michael Rechtshaffen de l'Associated Press va elogiar Edwards per "afegir tocs originals al gènere" i pel seu disseny de producció. Va criticar les actuacions "improvisades" i "alienants" de McNairy i Able, però va afirmar que "la imatge general encara impressiona". Jennie Punter de The Globe and Mail' ' no va estar d'acord, comparant la química dels actors principals amb Ethan Hawke i Julie Delpy a Abans de l'alba i va elogiar el ritme. Clark Collis de Entertainment Weekly va donar a la pel·lícula un B+, elogiant també les actuacions de McNairy i Able i admirant el treball d'Edwards.
Per contra, Ty Burr del Boston Globe va donar a la pel·lícula una crítica mixta, atorgant-li dues estrelles i mitja sobre cinc. Tot i que va elogiar la banda sonora, va afirmar que és "més fascinant per les seves ambicions que pel que aconsegueix" i va criticar els personatges principals per ser "massa superficials" i poc atractius. Robert Abele de Los Angeles Times va criticar la "trama feble, el diàleg oblidable i la política descuidada" i va qualificar els personatges principals de "buits en blanc". Amy Biancolli del San Francisco Chronicle va dir que McNairy i Able era una parella "semi-interessant", però no li agradava la manca de monstres a la pel·lícula, els diàlegs i la familiaritat de la història. Michael O'Sullivan de The Washington Post va qualificar la pel·lícula de "un drama de relació menys que convincent", criticant-la per ser poc original i previsible, i que amagar els monstres els feia menys aterridors.

### Reconeixements
Als 13ns British Independent Film Awards, Monsters va ser nominada en sis categories, incloses Millor pel·lícula, Millor director per Edwards i Millor actor per McNairy. La pel·lícula va guanyar com a millor director, millor èxit tècnic i millor èxit en producció. Als 64ns Premis BAFTA, Edwards va ser nominat com a debut destacat d'un director britànic, però va perdre davant Chris Morris per Four lions. Va guanyar el premi a la millor pel·lícula independent als 2011 Scream Awards, i va ser nominada a la millor pel·lícula de ciència-ficció. La pel·lícula també va guanyar el premi a la millor pel·lícula internacional als 37ns Premis Saturn . La National Board of Review va nomenar la pel·lícula com una de les deu millors pel·lícules independents del 2010, i va quedar tercera a la Llista de les 10 millors pel·lícules de ciència-ficció del 2010 de Moviefone.

## Seqüela
El març de 2013 es va començar a rodar una seqüela, Monsters: Dark Continent, a Jordània i Detroit, amb Tom Green com a director i Jay Basu com a guionista. Gareth Edwards i Scoot McNairy van ser productors executius. Johnny Harris, Sam Keeley i Joe Dempsie van protagonitzar la pel·lícula. Inicialment el llançament era previst pel 28 de novembre de 2014, la data d'estrena de la pel·lícula es va traslladar al 27 de febrer de 2015, i finalment va ser llançada per Vertigo l'1 de maig de 2015. A diferència de Monsters, Monsters: Dark Continent no va ser ben rebuda per la crítica, amb una puntuació del 18% a l’agregador de ressenyes Rotten Tomatoes basat en 34 ressenyes.

## Sèrie de televisió
Pel gener de 2018, Channel 4 era desenvolupant una sèrie de televisió basada en la pel·lícula.Es desconeix si Gareth Edwards, el director original de la pel·lícula, actua com a productor executiu de la sèrie de televisió.